# Nicolò Betemps
Nicolò Betemps (* 29. März 2003 in Aosta) ist ein italienischer Biathlet. Er wurde 2020 mit der Mixedstaffel Jugendolympiasieger und ist dreifacher Junioreneuropameister.

## Sportliche Laufbahn
Nicolò Betemps gab sein internationales Debüt bei den Olympischen Jugendspielen 2020 in Lausanne. Während er in den Einzelrennen nicht überzeugen konnte, gewann er mit Martina Trabucchi, Linda Zingerle und Marco Barale die Goldmedaille im Mixedbewerb. Im Folgejahr nahm Betemps an den Jugendweltmeisterschaften 2021 und wurde mit einer starken Laufleistung Elfter des Einzels. Im Winter 2021/22 lief der Italiener im IBU-Junior-Cup und hatte auf Anhieb Erfolg, jeweils mit der Mixedstaffel fuhr er einen zweiten und einen ersten Platz ein. Eine weitere Medaille ergatterte er als Zweiter des Einzels bei den Junioreneuropameisterschaften hinter Blagoj Todew, bei der Jugend-WM 2022 brachte er die Staffel um Barale und Christoph Pircher auf dem Bronzerang ins Ziel. Sein erstes Podest im Juniorcup erreichte der Italiener im Dezember 2022 beim Supersprint von Martell, den ersten Individualsieg ließ er kurz darauf folgen, als Betemps in Obertilliach den Sprint gewann. Sein Debüt im IBU-Cup gab er wenig später auf der Pokljuka und wurde 38. des Einzels. Extrem erfolgreich schnitt der 19-Jährige bei den Junioreneuropameisterschaften 2023, mit Ausnahme des Einzels sicherte er sich in jedem Wettkampf, teils überlegen, die Goldmedaille.
Auch zu Beginn der Saison 2023/24 siegte Betemps in einem Juniorcup-Wettkampf, in Ridnaun erzielte er im Januar mit Rang 29 sein bis dahin bestes IBU-Cup-Ergebnis. Seine ersten Europameisterschaften bestritt der Italiener ebenfalls im Januar 2024 und gewann, nachdem er in den Einzelrennen nicht unbedingt überzeugte, an der Seite von Nicola Romanin, Beatrice Trabucchi und Hannah Auchentaller Bronze mit der Mixedstaffel und somit die erste Medaille auf Seniorenebene. Am Arber gelang ihm außerdem Anfang Februar mit Rang sieben im Sprint sein bisher bestes Individualresultat im IBU-Cup. Im Winter 2024/25 startete Betemps durchgehend im IBU-Cup und zeigte überzeugende Leistungen. Sechsmal lief er unter die besten Zwanzig, worunter auch ein erneuter siebter Platz im Sprint am Arber fiel. Bei den Europameisterschaften in Martell erzielte der Italiener zudem als Viertplatzierter mit der Männerstaffel eine Medaille nur knapp.

## Persönliches
Betemps stammt aus der Gemeinde Bionaz im Aostatal.

## Statistiken

### Jugend-/Juniorenweltmeisterschaften
Betemps nahm bis 2022 an den Jugend-, ab 2023 an den Juniorenwettkämpfen teil.
| Weltmeisterschaften | Weltmeisterschaften | Einzelwettbewerbe | Einzelwettbewerbe | Einzelwettbewerbe | Einzelwettbewerbe | Staffelwettbewerbe | Staffelwettbewerbe |
| Jahr                | Ort                 | Einzel            | Sprint            | Verfolgung        | Massenstart 60    | Männerstaffel      | Mixedstaffel       |
| ------------------- | ------------------- | ----------------- | ----------------- | ----------------- | ----------------- | ------------------ | ------------------ |
| 2021                | Obertilliach        | 11.               | 69.               | –                 | nicht ausgetragen | –                  | nicht ausgetragen  |
| 2022                | Soldier Hollow      | 10.               | 42.               | 16.               | nicht ausgetragen | 3.                 | nicht ausgetragen  |
| 2023                | Schtschutschinsk    | 4.                | 62.               | –                 | nicht ausgetragen | 3.                 | 7.                 |
| 2024                | Otepää              | 14.               | 47.               | nicht ausgetragen | 13.               | 9.                 | 12.                |
| 2025                | Östersund           | 20.               | 26.               | nicht ausgetragen | 20.               | 5.                 | 9.                 |

### Junior-Cup-Siege
| Nr. | Datum         | Ort          | Disziplin      |
| --- | ------------- | ------------ | -------------- |
| 1.  | 16. Jan. 2022 | Pokljuka     | Mixedstaffel 1 |
| 2.  | 17. Dez. 2022 | Obertilliach | Sprint         |
| 3.  | 10. Dez. 2023 | Pokljuka     | Einzel         |